# Запис Живадиновића крушка (Варош)
Запис Живадиновића крушка (Варош) се налази на парцели чији је власник Живадиновић Србољуб.

## Локација
| Општина             | Ражањ                                                            |
| Катастарска општина | Варош                                                            |
| Потес               | Село                                                             |
| Координате          | 43° 41′ 28″ С; 21° 33′ 45″ И / 43.691000000000003° С; 21.5626° И |
| Надморска висина    | 298m                                                             |

## Карактеристике
Дендрометријске вредности утврђене на терену и сателитским снимцима:
| Стабло                     | Крушка |
| Висина стабла              | m      |
| Обим дебла                 | m      |
| Пречник крошње             | 5m     |
| Пречник дебла              | m      |
| Висина дебла до прве гране | m      |

## База записа
Запис је у оквиру Викимедија пројекта "Запис - Свето дрво" заведен под редним бројем 0942.